# Diakonie Klobouky u Brna
Diakonie ČCE – středisko Betlém v Kloboukách u Brna je jedním ze středisek Diakonie Českobratrské církve evangelické. Patří k nejdéle fungujícím střediskům Diakonie ČCE a poskytuje služby dětem, dospělým i seniorům s těžkým mentálním, fyzickým i kombinovaným postižením a také s poruchami autistického spektra.

## Historie
Historie Diakonie v Kloboukách u Brna se začala psát v roce 1929, kdy manželé Ludvík a Adolfína Odstrčilovi založili nadaci, do níž vložili jako nadační jmění svou vilu, přilehlé pozemky a další majetek. Prostřednictvím nadace pak věnovali tento movitý i nemovitý majetek sboru ČCE v Kloboukách u Brna.
Po roce 1948 byl církvi její majetek postupně zabavován státem. Odstrčilova vila sloužila v průběhu dalších let k různým veřejně prospěšným aktivitám a sídlila zde např. mateřská škola nebo dětský domov. Od roku 1984 byla vila opuštěná a již v roce 1987 byla navrácena zpět evangelickému sboru. Po provedení nejnutnějších rekonstrukcích se zde od roku 1989 začal budovat komunitní domov pro lidi s postižením, který dostal název Betlém (hebrejsky Bét-lechem, dům chleba). Domov byl otevřen 7. března 1990 a od listopadu t. r. zde začali žít první obyvatelé. Od 1. prosince 1991 vystupuje Betlém jako samostatné středisko Diakonie ČCE.
Středisko úspěšně fungovalo a postupně se začalo rozrůstat v návaznosti na poptávku o další služby. Na začátku devadesátých let začala Diakonie Betlém budovat v domku v Morkůvkách, který býval evangelickou školou, stacionář pro děti s mentálním a tělesným postižením nazvaný Domov Narnie. Do provozu byl uveden v říjnu 1992.
Od roku 2007 začalo středisko provozovat další službu v Brumovicích. Jedná se o chráněné bydlení Arkénie (původně Domov Arkénie), které je určeno dospělým klientům s mentálním postižením. Prvními obyvateli Arkénie se stali odrostlí klienti dětského stacionáře Domov Narnie. Další chráněné bydlení pro dospělé osoby s těžkým mentálním a kombinovaným postižením bylo otevřeno v roce 2015 rovněž v Brumovicích a dostalo název Mirandie. Ve dvou domácnostech zde žije jedenáct dospělých klientů. V roce 2017 zahájilo svou činnost Sociálně terapeutické centrum Radost Brumovice. Centrum těsně sousedí s chráněným bydlením Mirandie. O dva roky později, v roce 2019, odstartovalo svou činnost Sociálně terapeutické centrum Radost Hustopeče.
Významným milníkem se stalo otevření Domova Betlém v Kloboukách u Brna v roce 2020. Domov Betlém je určen dospělým lidem s vážným tělesným hendikepem. Díky přesunu klientů z Odstrčilovy vily do zcela nových, moderně vybavených prostor, mohla být vila využita pro další účely a po potřebné rekonstrukci jsou zde od roku 2021 poskytovány odlehčovací služby pro seniory. Nejnovějším „přírůstkem“ na pestré škále služeb poskytovaných Diakonií Betlém je chráněné bydlení Duběnka pro osoby s těžkým mentálním a kombinovaným postižením a poruchami autistického spektra, které od roku 2023 funguje ve vypůjčeném rodinném domě v Dubňanech na Hodonínsku.

## Poskytované služby
Diakonie Betlém poskytuje pět různých sociálních služeb v pěti obcích na Hustopečsku, Kloboucku a Hodonínsku.
Klobouky u Brna
Domov Betlém
- Domov pro osoby se zdravotním postižením

- Odlehčovací služby pro osoby se zdravotním postižením

Odstrčilova vila
- Odlehčovací služby pro osoby se zdravotním postižením a pro seniory

Morkůvky
Domov Narnie
- Denní stacionář pro děti s těžkým mentálním, tělesným a kombinovaným postižením a poruchami autistického spektra

- Týdenní stacionář pro děti s těžkým mentálním, tělesným a kombinovaným postižením a poruchami autistického spektra

Brumovice
Arkénie
- Chráněné bydlení pro dospělé osoby s mentálním, tělesným a kombinovaným postižením a poruchami autistického spektra

Mirandie
- Chráněné bydlení pro dospělé osoby s mentálním, tělesným a kombinovaným postižením a poruchami autistického spektra

Sociálně terapeutické centrum Radost
- Sociálně terapeutické dílny pro lidi s mentálním, tělesným nebo kombinovaným postižením a poruchami autistického spektra

Hustopeče
Sociálně terapeutické centrum Radost
- Sociálně terapeutické dílny pro lidi s mentálním, tělesným nebo kombinovaným postižením

Dubňany
Duběnka
- Chráněné bydlení pro dospělé osoby s mentálním, tělesným a kombinovaným postižením a poruchami autistického spektra

## Galerie

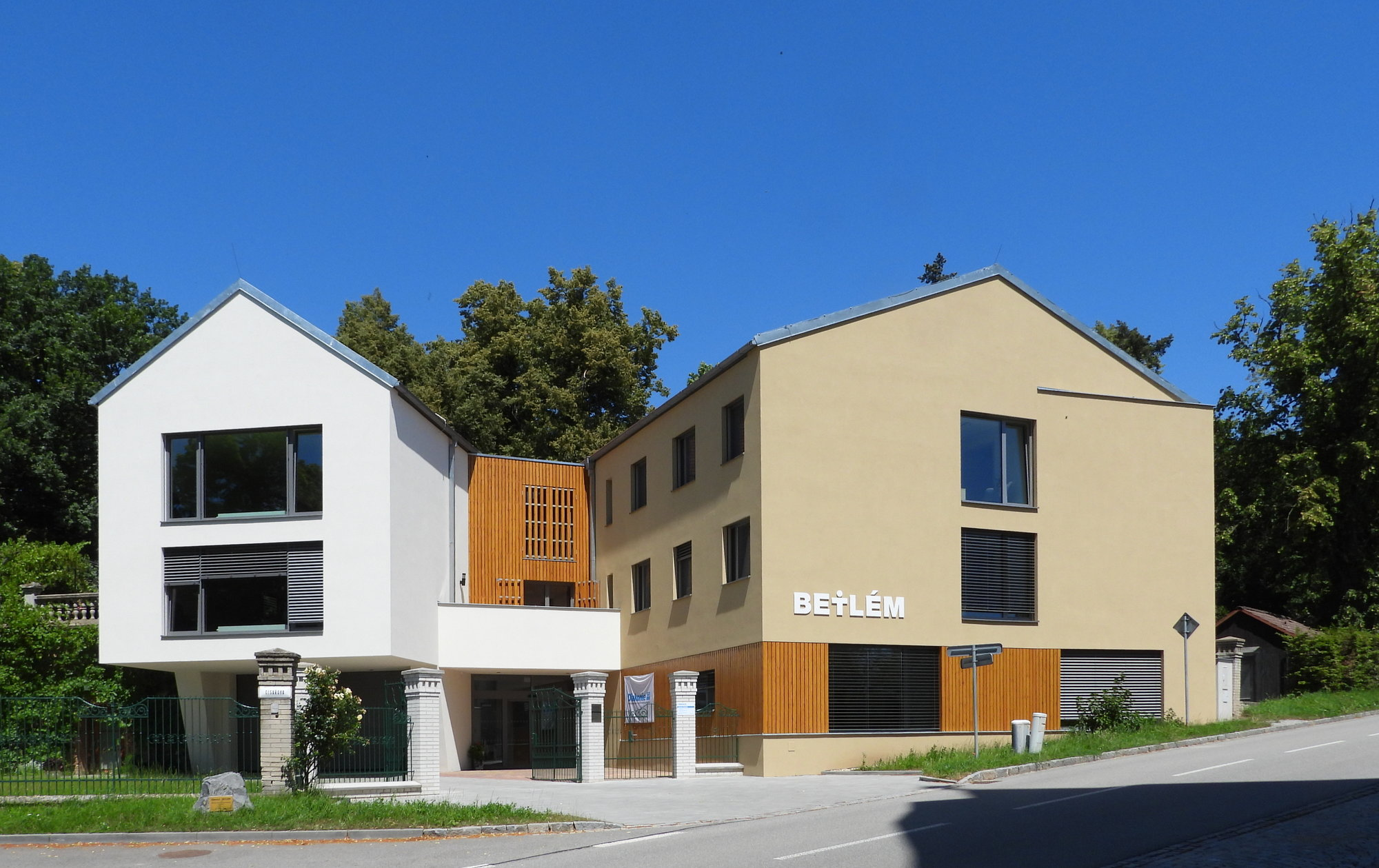
Domov Betlém v Kloboukách u Brna

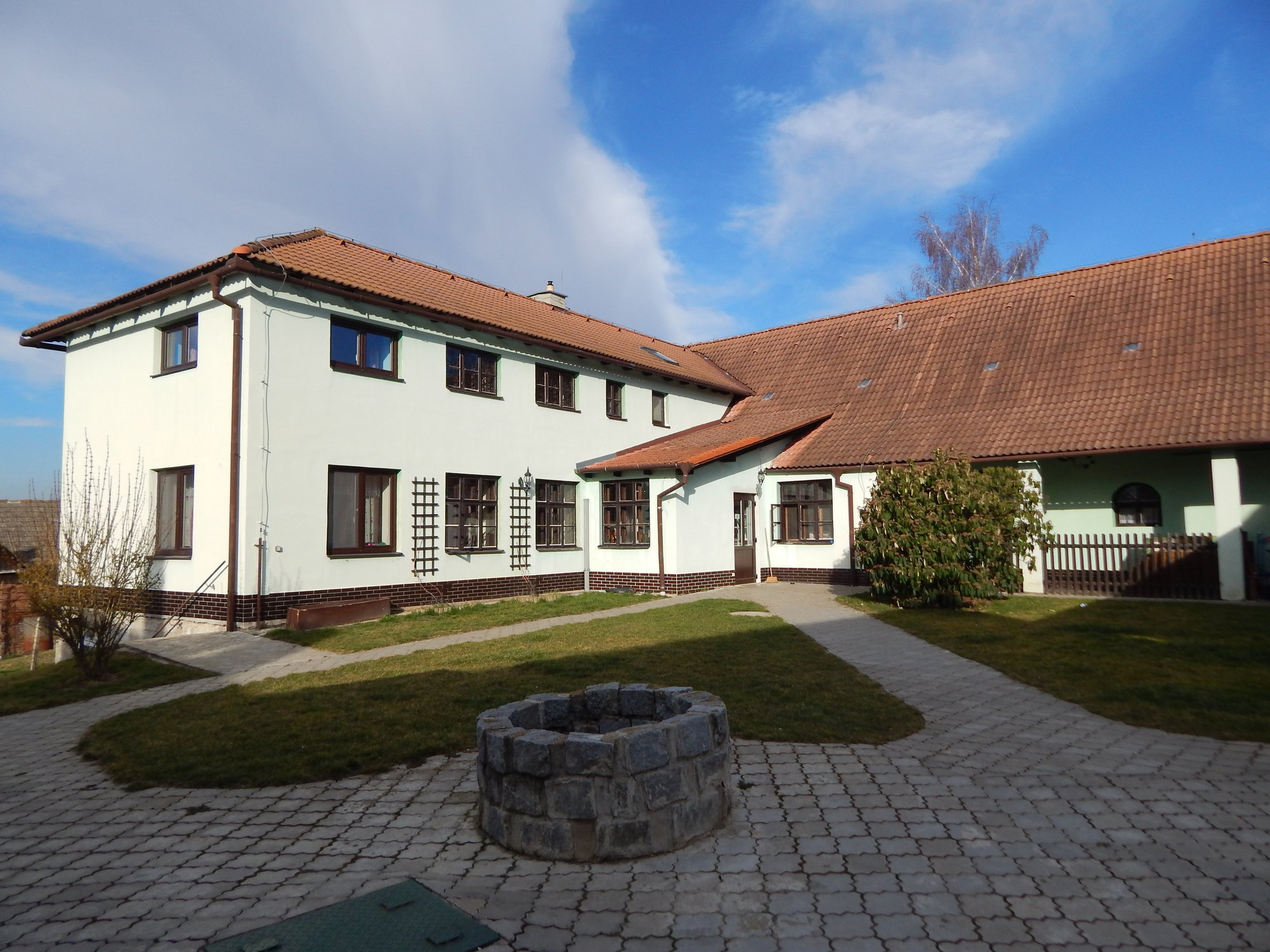
Domov Narnie v Morkůvkách